# Lise Christoffersen

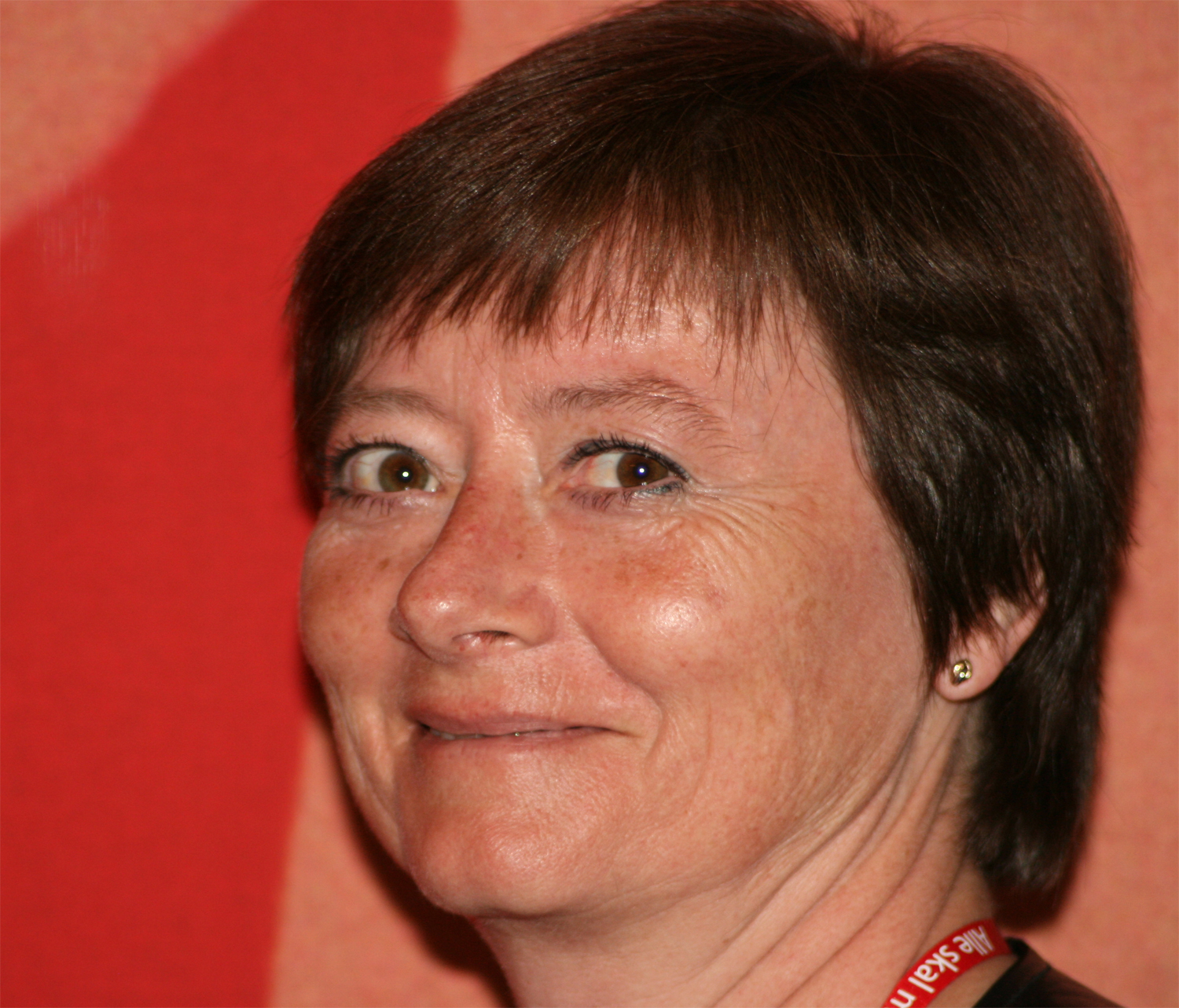
Lise Christoffersen, 2009

Lise Christoffersen (* 5. August 1955 in Drammen) ist eine norwegische Politikerin der sozialdemokratischen Arbeiderpartiet (Ap). Seit 2005 ist sie Abgeordnete im Storting.

## Leben
Nach dem Abschluss des Gymnasiums studierte Christoffersen ab 1974 an der Universität Oslo. Von 1982 bis 1983 war sie dort als wissenschaftliche Assistentin tätig und danach bis 1984 als Forschungsassistentin an einem anderen Institut. Christoffersen fungierte zwischen 1984 und 1989 als Beraterin im Sozialministerium, bevor sie bis 1995 erneut in die Forschung zurückkehrte. In den Jahren 1979 bis 2003 saß sie im Stadtrat von Drammen. Im Jahr 1991 wurde Lise Christoffersen zur stellvertretenden Bürgermeisterin gewählt, zwischen 1995 und 2003 übernahm sie schließlich den Posten der Bürgermeisterin. Danach arbeitete sie bis 2005 erneut als Beraterin.
Bei der Parlamentswahl 2005 zog Christoffersen erstmals in das norwegische Nationalparlament Storting ein. Dort vertritt sie den Wahlkreis Buskerud und sie wurde zunächst Mitglied im Arbeits- und Sozialausschuss, wo sie den Posten als zweite stellvertretende Vorsitzende übernahm. Christoffersen war von Oktober 2005 bis September 2009 Mitglied im Fraktionsvorstand der Arbeiderpartiet-Gruppierung. Nach der Wahl 2009 wurde sie Mitglied im Kommunal- und Verwaltungsausschuss, im Anschluss an die Stortingswahl 2013 kehrte Christoffersen in den Arbeits- und Sozialausschuss zurück. Dort verblieb sie auch nach der Wahl 2017. Nach ihrem Wiedereinzug bei der Parlamentswahl 2021 wechselte sie in den Finanzausschuss und wurde Teil des Fraktionsvorstands. Im April 2024 wechselte sie in den Kommunal- und Verwaltungsausschuss.
Im August 2024 gab sie bekannt, dass sie bei der Stortingswahl 2025 nicht erneut kandidieren werde.